# The Royal Wind Music
The Royal Wind Music ist ein niederländisches Blockflötenensemble.
Das Ensemble wurde 1997 von Paul Leenhouts gegründet und von diesem bis 2010 geleitet. Seine Nachfolgerin ist María Martínez Ayerza. Die Mitglieder des Ensembles sind dem Conservatorium van Amsterdam verbunden. Die Renaissanceblockflöten des Ensembles wurden durch Adriana Breukink, Winfried Hackl und Paul Leenhouts entworfen. Gebaut wurden sie durch die Werkstätten von Adriana Breukink und Bob Marvin.
The Royal Wind Music konzertierte in ganz Europa, den Vereinigten Staaten und Mexiko. Das Ensemble trat u. a. beim Festival Oude Muziek in Utrecht, beim Festival  Musica Sacra Maastricht bei den Berliner Tagen für Alte Musik, beim Greenwich International Early Music Festival in London und beim Boston Early Music Festival auf.
In Zusammenarbeit mit dem Conservatorium van Amsterdam führte das Ensemble die The Royal Wind Academy  als Workshop für das Ensemblespiel durch.
Das Ensemble unterhält seit 2009 einen Kanal bei YouTube. Die Zahl der Abrufe lag 2022 bei über 2 Millionen.

## Tondokumente
- Alla Dolce Ombra. Edition Lindoro 2004.
- A Noble Noyce of Music. Edition Lindoro 2007.
- The Flute-Heaven of the Gods. Edition Lindoro 2009.
- Del Canto Figurado. Edition Lindoro 2912.
- En er mundo. Edition Lindoro 2012.
- Angeli, Zingare & Pastori. Edition Lindoro 2013.
- Seite Musik of Sundrie Kindes. Edition Lindoro 2014.
- Cosmography of Polyphony. Edition Lindoro 2017.